# Нескорений (пам'ятка природи)
Неско́рений — ботанічна пам'ятка природи місцевого значення, що розташована у біля села Малий Маяк Алуштинської міської ради АР Крим. Була створена відповідно до Постанови Кабінету міністрів України від 21 грудня 2011 року.

## Загальні відомості
Землекористувачем пам'ятки є Алуштинське державне лісове господарство, розташована на території санаторію «Скеля» у селі Малий Маяк.
Площа пам'ятки природи 0,01 гектара.
Пам'ятка природи створена з метою охорони та збереження в природному стані цінного в науковому, естетичному відношенні дерева — тиса ягідного віком понад 800 років.